# Experimental and Applied Acarology
Experimental and Applied Acarology – recenzowane czasopismo naukowe, publikujące w dziedzinie akarologii.
Tematyka czasopisma obejmuje wszelkie aspekty akarologii, jak biologię ewolucyjną, ekologię, epidemiologię, fizjologię, biochemię, toksykologię, immunologię, genetykę, biologię molekularną i metody kontroli szkodników. Artykuły dotyczą wszystkich grup roztoczy, w tym gatunków o znaczeniu środowiskowym, rolniczym, medycznym i weterynaryjnym oraz ich relacji z innymi gatunkami.
Redaktorami pisma są Jan Bruin i Frans Jongejan. W radzie redakcyjnej zasiadają także Gerd Alberti, Hans Breeuwer, Matthew J. Colloff, Lewis B. Coons, Carlo Duso, Agustin Estrada-Peña, José de la Fuente, Uri Gerson, Jeremy S. Gray, Alberto A. Guglielmone, Grant A. Herron, W. Ruben Kaufman, J.S. Hans Klompen, Katherine M. Kocan, Thomas Van Leeuwen, Zoë Lindo, Evert E. Lindquist, Mark Maraun, David C. Margolies, Stephen J. Martin, Bradley A. Mullens, Gøsta Nachman, Maria Navajas, Glen R. Needham, Roy A. Norton, Patricia A. Nuttall, Kimiko Okabe, Antonella di Palma, Eric Palevsky, Heather C. Proctor, Peter Schausberger, Anna Skoracka, Daniel E. Sonenshine, Gerrit Uilenberg, Alan R. Walker, David E. Walter, Peter Willadsen i Zhi-Qiang Zhang.
W 2013 roku czasopismo osiągnęło Impact factor 1,821, a w 2014 roku 1,622 i SNIP 0,906. Pięcioletni IF wynosił 1,777.
Experimental and Applied Acarology indeksowany jest lub abstraktowany przez bazy: Science Citation Index, Science Citation Index Expanded (SciSearch), Journal Citation Reports/Science Edition, PubMed/Medline, SCOPUS, EMBASE, Chemical Abstracts Service (CAS), Google Scholar, EBSCO, CSA, CAB International, Academic OneFile, AGRICOLA, Biological Abstracts, BIOSIS, CAB Abstracts, CSA Environmental Sciences, Current Contents/ Agriculture, Biology & Environmental Sciences, Elsevier Biobase, EMBiology, Environment Index, Gale, Geobase, Global Health, OCLC, ReadCube, SCImago, Summon by ProQuest, Vitis - Viticulture and Enology Abstracts i Zoological Record.